# Théophile Gautier
Pierre Jules Théophile Gautier (francês: [pjɛʁ ʒyl teofil ɡotje]; Tarbes, 31 de agosto de 1811 – Paris, 23 de outubro de 1872) foi um escritor, poeta, jornalista e crítico literário francês.
Enquanto Gautier foi um ardente defensor do Romantismo, sua obra é difícil de classificar e continua a ser um ponto de referência para muitas tradições literárias posteriores, como parnasianismo, simbolismo, modernismo e decadentismo. Ele foi amplamente valorizado por escritores tão diversos como Balzac, Baudelaire, os irmãos Goncourt, Flaubert, Proust e Oscar Wilde.

## Biografia
Pierre Jules Théophile Gautier nasceu em 31 de agosto de 1811, em Tarbes. Ainda jovem, mudou-se para Paris com sua família. Seu desejo inicial era dedicar-se à pintura mas, influenciado por Victor Hugo, passou a interessar-se pela literatura (especialmente a poesia romântica). Vestindo sempre um colete vermelho e calças verdes, tornou-se personagem conhecida antes mesmo de alcançar a fama como escritor.
Em 1830 publicou suas primeiras poesias, nas quais demonstra habilidade na descrição precisa e colorida de objetos e paisagens.
No prefácio de Mademoiselle de Maupin, de 1835, Gautier afirma sua posição estética, seu culto da arte pela arte, seu desdém pela moral, sustentando a tese de que a arte e a moral nada têm em comum.
Aos poucos, afasta-se de seus amigos românticos. Nessa época, por necessidades econômicas, teve de sujeitar-se ao trabalho de crítico dramático, literário e artístico do La Presse e depois do Le Moniteur Universel.
Ao contrário de outros românticos, Gautier não se manifestou ativamente em política. Sua obra compreende coletâneas de poesias, entre as quais: Émaux et Camées, de 1852, obra que teve grande influência sobre Baudelaire, Banville e outros poetas parnasianos; romances como O Romance da Múmia, de 1858 e Capitão Fracasse, de 1863; diários de viagem e o poema L´Art, uma das obras mais importantes e características de Gautier, onde ele proclama o valor absoluto da profissão de artista, a necessidade — para o poeta — de aceitar as dificuldades da técnica, sugerindo a ideia do jogo sutil das imagens e a utilização delicada dos recursos de linguagem.
Faleceu aos 61 anos. Foi sepultado no Cemitério de Montmartre, em Paris.

## Obras
Sua produção estava, até meados do século XX, dispersa e havia naquela época a estimativa de que montava em mais de duzentos volumes, que o colocam dentre os mais produtivos e originais autores de seu tempo.

### Principais obras
- 1831: La cafetière
- 1832: Albertus, Laquelle des deux, histoire perplexe, Nid de rossignols
- 1833: Les Jeunes-France
- 1835: Mademoiselle de Maupin (romance)
- 1836: La Morte amoureuse (conto)
- 1837: La Chaîne d'or (novela), Fortunio
- 1838: La Comédie de la Mort et poésies diverses, Une nuit de Cléopâtre (novela)
- 1839: Une Larme du Diable, Le Tricorne Enchanté et Pierrot Posthume, La toison d'or
- 1840: Tra los montes
- 1841: Giselle (balé)
- 1843: Le Voyage en Espagne, La Péri (balé)
- 1845: España, L'Oreiller d'une jeune fille
- 1846: Les Roués innocents, Le Pavillon sur l'eau
- 1847: Militona
- 1851: Pâquerette (balé)
- 1852: Émaux et Camées (poemas parnassianos)
- 1858: Le Roman de la momie (romance)
- 1859: Honoré de Balzac (biografia)
- 1863: Le Capitaine Fracasse (romance)
- 1866: Voyage en Russie
- 1868: Rapport sur les progrès de la poésie
- 1869: Ménagerie intime
- 1870: La Nature chez elle
- 1880: Tableaux à la plume
- 1903: Souvenirs de théâtre, d'art et de critique, Eugène Fasquelle
- 1911: La Musique, Eugène Fasquelle (coletânea de artigos publicados  à ocasião das representações das obras de Weber (1866), Beethoven (1849-1852), Mozart (1864), Spontini (1854), Méhul (1851), Meyerbeer (1854), Halévy (1852), Auber (1850 e 1851), Adolphe Adam (1849, 1850 e 1853), Rossini (1852), Donizetti (1854), Berlioz (1839-1854-1869 e 1870), Félicien David (1848 e 1851), Gounod (1854), Ambroise Thomas (1850 e 1853), François Bazin (1849), Victor Massé (1853), Niedermeyer (1844 e 1853), Chopin (1849) e Richard Wagner (1857 e 1869)

### Poesias
- Poésies (1830)
- Albertus ou L'Ame et le pêché (1833)
- La Comédie de la mort (1838)
- Espagna
- Poésies complètes (1845)
- Émaux et camées (1852)
- Poésies de Théophile Gautier qui ne figureront pas dans ses œuvres (1873)

### Balé e teatro
- Une larme du diable, suspense (1839)
- Giselle, ou Les Wilis, balé (1841)
- Un voyage en Espagne, vaudeville (1843)
- La Péri, balé (1845)
- Le tricorne enchanté (1845)
- La Juive de Constantine (1846)
- Regardez mais ne touchez pas (1847)
- Le Selam (1850)
- Paquerette, balé (1851)
- Gemma, balé (1854)
- Sacountala, balé (1858)
- La Femme de Diomède (1860)

### Narrativas de viagens
- Tra los montes
- Le Voyage en Espagne (1843)
- Zigzags (1845)
- Caprices et zigzags (1852)
- Italia (1852)
- Constantinople (1853)
- Quand on voyage (1865) (coletânea)
- Loin de Paris (1865) (coletânea)
- Voyage en Russie (1867)
- L'Orient (1877)
- Les Vacances du lundi (1884) (coletânea)

### Críticas de arte e críticas literária
- Les Grotesque (1843)
- Salon de 1847
- Les Beaux-Arts en Europe (1855)
- L'Art moderne (1856)
- Histoire de l'art dramatique en France depuis vingt-cinq ans (1858)
- Honoré de Balzac (1858)
- Abécédaire du salon de 1861
- [Rapport sur le progrès des Lettres (1868)
- Histoire du Romantisme (1874)
- Portraits contemporains (1874)
- Portraits et souvenirs littéraires (1875)

### Prefácios
- para a obra Le Rêve et la vie (1855) de Gérard de Nerval
- para a terceira edição do livro Fleurs du mal (1868) de Charles Baudelaire

### Obras diversas
- De la Mode (1858)
- Les Vosges (1860)
- Dessins de Victor Hugo (1863)
- Ménagerie intime (1869)
- La nature chez elle (1870)
- Tableaux de siège (1871)

### Contos e novelas
O autor escreveu uma trintena de contos e novelas, na grande maioria, seguindo a tradição do gênero Fantástico
- Onuphrius ou les Vexations fantastiques d'un admirateur d'Hoffmann (1832)
- Sous la table (1833)
- Daniel Jovard (1833)
- Celle-ci et celle-là (1833)
- Elias Wilmanstadius (1833)
- Le bol de punch (1833)
- La Chaîne d'or ou L'Amant partagé (em Une Larme du Diable em 1839)
- Omphale, histoire rococo (em Une Larme du diable em 1839)
- Le Petit Chien de la marquise (em Une Larme du diable em 1839)
- Le Nid de rossignols (em Une Larme du diable em 1839)
- La Morte amoureuse (em Une Larme du diable em 1839)
- Une Nuit de Cléopâtre (em Une Larme du diable em 1839)
- La  Toison d'or (do livro Nouvelles 1845)
- Le Roi Candaule (do livro Nouvelles 1845)
- La Mille et deuxième nuit (do livro La Peau de tigre 1852)
- Le Pavillon sur l'eau (do livro La Peau de tigre 1852)
- Deux acteurs pour un rôle (do livro La Peau de tigre 1852)
- L'Oreiller d'une jeune fille (do livro La Peau de tigre 1852)
- Le Berger (do livro La Peau de tigre 1852)
- Le Pied de momie (do livro La Peau de tigre 1852)
- Angela ou La Cafetière (do livro La Peau de tigre 1852)
- La maison de mon oncle ou L'âme de la maison (do livro La Peau de tigre 1852)
- L'Enfant aux souliers de pain (do livro la Peau de tigre 1852)
- La Pipe d'opium (do livro La Peau de tigre 1852)
- Avatar (1857)
- Le Chevalier double (da coletânea Romans et contes de 1863)
- Le Club des haschichins (da coletânea Romans et contes de 1863)
- Une Visite nocturne (na segunda ed. do livro La Peau de tigre em 1866)
- La Fausse conversion (na segunda ed. do livro La Peau de tigre em 1866)
- Feuillets de l'album d'un jeune rapin (na segunda ed. do livro La Peau de tigre em 1866)
- Mademoiselle Dafné (novela póstuma aparecida em 1881)

### Romances
- Mademoiselle de Maupin Double amour (1835)
- L'Eldorado
- Fortunio (1837-1838)
- Militona (1847)
- Les Roués innocents (1847)
- Jean et Jeannette (1848)
- Les Deux étoiles (1848)
- Partie carrée (1851)
- La Belle Jenny (1865)
- Arria Marcella, souvenir de Pompéi (1852)
- Jettatura (1857)
- Le Roman de la momie (1858)
- Le Capitaine Fracasse (1863)
- Spirite (1866)